# 稳定平衡
在物理學中，穩定平衡（英語：Stable equilibrium）是指一個平衡處於相對穩定的狀態。
穩定平衡表示一個物體從平衡的位置運動短距離，接著回到原來位置的狀況，即若處於平衡狀態的物體在受到外力的微小擾動而偏離平衡位置時，若物體能自動恢復到原先的狀態，這樣的平衡叫做穩定平衡。
當處於穩定平衡的物體發生運動時，會使其質心抬高，相反地，當物體運動造成質心抬高就會形成穩定平衡。
處於稳定平衡的物體，其勢能的一階導數為零，且二階導數為正，勢能處於極小值。

## 不穩平衡
即與穩定平衡相反的狀態，指一個平衡處於相對不穩定的狀態。不穩平衡表示一個物體從平衡的位置運動短距離，接著無法回到原來位置而進一步運動的狀況，即若處於平衡狀態的物體在受到外力的微小擾動而偏離平衡位置時，若物體無法自動恢復到原先的狀態，這樣的平衡叫做不穩平衡。
當處於不穩定平衡的物體發生運動時，會使其質心降低，相反地，當物體運動造成質心降低就會形成不穩平衡。
處於不穩平衡的物體，其勢能的一階導數為零，且二階導數為負，勢能處於極大值。

## 力偶
以力偶來探討平衡穩定與否，當一穩定平衡物體移動時，所形成的力偶會使其恢復原來的狀態，不穩平衡物體移動時，所形成的力偶會使其傾覆。